# Vareta

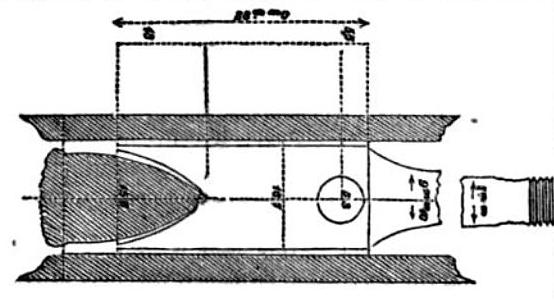

Vareta, no contexto de armas de fogo, é um dispositivo, composto por uma haste de metal ou madeira, usado para fazer a limpeza da alma (o interior do cano). Contudo, nos primeiros tempos das armas de fogo, antes das balas e cartuchos modernos, a vareta era utilizada para aconchegar a pólvora na câmara e, posteriormente, o projéctil.
A artilharia naval começou como canhões de carregamento pela boca (antecarga), e estes também exigiam que a pólvora e a munição fossem socados em seus canos, evidentemente, as "varetas" nesses casos eram substituídas por cajados de madeira mas o termo em inglês "ramrod", era aplicado da mesma forma. A compactação manual da pólvora foi substituída por compactação hidráulica com testes no HMS Thunderer em 1874.